# 山东战犯管理所
山东战犯管理所位于山东省，多次迁址，是中华人民共和国初期关押和改造战犯的监狱。

## 简介
第二次国共内战时期，战俘管训由华东军区解放军官训练团（由苏州迁至山东）、山东军区的教导团、训练团负责。1956年11月，山东省公安厅奉命成立了山东省解放军官管训处（简称“管训处”），在禹城县接收了济南军区解放军官训练团移交的371名战犯及其全部档案。其中，有中将10名、少将97名、上校152名、中校44名、少校21名、简任23名、荐任18名、委任1名、无阶级官员5名。1957年，又先后接收了北京等地移交的18名战犯，至此共计389名战犯。1957年2月，管训处由山东禹城迁至济南原第五荣军中学校址。1958年12月，又迁至济南七里山下的原少年犯管教所旧址。1967年7月，管训处与预审处合并为监管所。1973年，管训处恢复。1974年10月，管训处奉命改为“山东战犯管理所”。1975年6月，根据特赦令，山东省在管战犯全部获得特赦，山东战犯管理所随之撤销。